# 鹿屯島
鹿屯島是图们江上的一座岛屿。位于朝鲜民主主义人民共和国与俄罗斯滨海边疆区边界，面积32平方公里，岸线长8公里。

## 历史

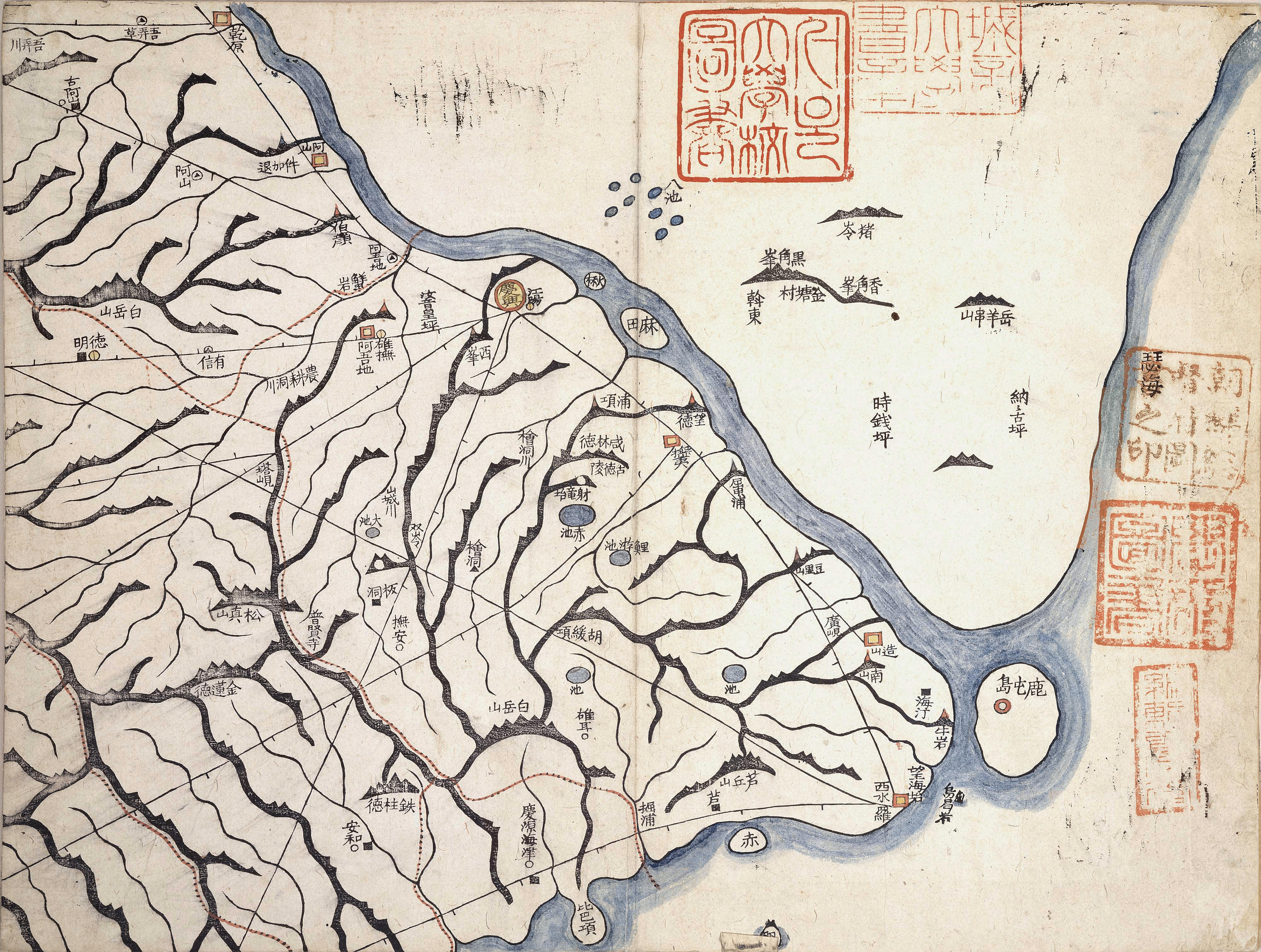
大東輿地圖中的鹿屯島

15世纪，鹿屯岛属于女真。1587年女真人在此地击败李舜臣领导的朝鲜王朝军队，朝鲜军队11人战死160多人被俘虏。
清朝时期属外东北领土女真故地。1860年俄罗斯帝国逼迫清朝签定中俄北京条约。清朝将鹿屯岛割让俄罗斯帝国，1889年朝鲜王朝才知道这一事件（朝鲜高宗在1883年时甚至向西北经略使鱼允中下令“要好好保卫小岛”），遂提出鹿屯岛是朝鲜领土，清朝割让无效。清朝解除东北封禁后，大量的朝鲜移民进入该岛，到1937年为止居住的都是朝鲜移民。1937年苏联强制朝鲜移民移往别地。朝鲜于1990年与苏联签定国境条约承认了北京条约。由于图们江出海口泥沙沉积，鹿屯岛已经和俄罗斯滨海边疆区大陆连成一片不可分割，与朝鲜罗先特别市先锋区域隔江相望。该岛目前在俄罗斯滨海边疆区实际控制之下。根据2004年东亚日报连载报导“我们的土地，我们的灵魂——到领土纷争的现场去”，鹿屯岛现在还留着明显的农田痕迹，还留着没有主人的房屋、锅、铜碗、缸的碎片。但是两年后，俄罗斯在小岛边沿建起水坝，建设成了军事基地。韩国民间一直表示该地是韩国领土，俄罗斯拒绝承认韩国的要求。